# Karłogacek
Karłogacek (Micronycteris) – rodzaj ssaków z podrodziny Micronycterinae w obrębie rodziny liścionosowatych (Phyllostomidae).

## Rozmieszczenie geograficzne
Rodzaj obejmuje gatunki występujące od Meksyku przez Amerykę Środkową do Ameryki Południowej.

## Morfologia
Długość ciała (bez ogona) 37–75 mm, długość ogona 7–20 mm, długość ucha 13–33 mm, długość tylnej stopy 7–18 mm, długość przedramienia 30,3–48,6 mm; masa ciała 4,3–18,4 g.

## Systematyka
Rodzaj zdefiniował w 1866 roku angielski zoolog John Edward Gray w artykule zatytułowanym Rewizja rodzajów Phyllostomidae, czyli liścionosowotych, opublikowanym w czasopiśmie „Proceedings of the Zoological Society of London”. Gatunkiem typowym jest (oznaczenie monotypowe) karłogacek wielkouchy (M. megalotis). Wcześniejsza nazwa Schizostoma, którą ukuł w 1856 roku francuski paleontolog Paul Gervais, okazała się młodszym homonimem rodzaju mięczaków opisanego w 1834 roku.

### Etymologia
- Schizostoma (Schizastoma): gr. σχιζώ skhizō ‘podzielić’; στομα stoma, στοματος stomatos ‘usta’[16]. Gatunek typowy (oznaczenie monotypowe): Schizostoma minutum P. Gervais, 1842.
- Micronycteris (Mycronycteris, Chronycteris, Mycronicteris, ÑMicronycteris): gr. μικρος mikros ‘mały’; νυκτερις nukteris, νυκτεριδος nukteridos ‘nietoperz’[17].
- Vampirella: rodzaj Vampyrus[e] Leach, 1821 (widmowiec); łac. przyrostek zdrabniający -ella[18]. Gatunek typowy: nie podany.
- Xenoctenes: gr. ξενος xenos ‘obcy, dziwny’[19] ; κτεις kteis, κτενος ktenos ‘grzebień’[20]. Gatunek typowy (oryginalne oznaczenie): Shizostoma hirsutum W.C.H. Peters, 1869.
- Leuconycteris: w mitologii greckiej Leukonoe (gr. Λευκονοη Leukonoē) była córką Minyasa, która została zamieniona w nietoperza (por. gr. λευκος leukos ‘biały’); gr. νυκτερις nukteris, νυκτεριδος nukteridos ‘nietoperz’[10]. Gatunek typowy (oryginalne oznaczenie): Micronycteris brosseti Simmons & Voss, 1998.
- Schizonycteris: gr. σχιζώ skhizō ‘podzielić‘; νυκτερις nukteris, νυκτεριδος nukteridos ‘nietoperz’[10]. Gatunek typowy (oryginalne oznaczenie): Schizostoma minutum P. Gervais, 1856.

### Podział systematyczny
Do rodzaju należą następujące gatunki zgrupowane w czterech podrodzajach:
| Podrodzaj      | Grafika | Gatunek                   | Autor i rok opisu                                    | Nazwa zwyczajowa        | Podgatunki         | Rozmieszczenie geograficzne | Podstawowe wymiary                                                 | Status IUCN |
| -------------- | ------- | ------------------------- | ---------------------------------------------------- | ----------------------- | ------------------ | --- | ------------------------------------------------------------------ | ----------- |
| Schizonycteris |         | Micronycteris minuta      | (P. Gervais, 1856)                                   | karłogacek białobrzuchy | gatunek monotypowy | od skrajnie wschodniej Gwatemali (Sierra del Caral) do Ekwadoru, wschodniego Peru, Boliwii i Brazylii, także Trynidad i Tobago (Trynidad); zakres wysokości: poniżej 1600 m n.p.m.                                                                      | DC: 4,2–5,8 cm DO: 0,7–1,5 cm DP: 3,1–4 cm MC: 5–8,5 g             | LC          |
| Schizonycteris |         | Micronycteris simmonsae   | Siles & R.J. Baker, 2020                             |                         | gatunek monotypowy | endemit Ekwadoru: zachodnie Andy (prowincje Guayas i Esmeraldas) | DC: 4,6–5,8 cm DO: 1,1–1,2 cm DP: brak danych MC: około 2,9 g      | NE          |
| Schizonycteris |         | Micronytteris sanborni    | Simmons, 1996                                        | karłogacek brazylijski  | gatunek monotypowy | endemit Brazylii: stany Maranhão, Piauí, Ceará, Paraíba, Pernambuco, Alagoas, Sergipe, Tocantins, Bahia i Minas Gerais | DC: 3,7–4,9 cm DO: 1,1–1,5 cm DP: 3,2–3,7 cm MC: 5–8 g             | LC          |
| Schizonycteris |         | Micronycteris schmidtorum | Sanborn, 1935                                        | karłogacek leśny        | gatunek monotypowy | południowo-wschodni Meksyk (półwysep Jukatan i stan Chiapas) na południe do Kolumbii, Wenezueli, Gujany Francuskiej, wschodniego Peru i Brazylii; wątpliwy na wyspie Cozumel (Meksyk); zakres wysokości: 10–160 m n.p.m.                                | DC: 5,3–6,7 cm DO: 1–1,7 cm DP: 3,2–3,5 cm MC: 5–10 g              | LC          |
| Schizonycteris |         | Micronycteris yatesi      | Siles & Brooks, 2013                                 | karłogacek boliwijski   | gatunek monotypowy | endemit Boliwii: Zurima (departament Chuquisaca), Refugio Los Volcanes i Estancia Patuju (departament Santa Cruz); zakres wysokości: 220–1800 m n.p.m.                                                                                                  | DC: 4,8–6 cm DO: 0,7–0,9 cm DP: 3,4–3,7 cm MC: brak danych         | DD          |
| Schizonycteris |         | Micronycteris tresamici   | Siles & R.J. Baker, 2020                             |                         | gatunek monotypowy | Honduras (departament Atlántida) i Kostaryka (prowicje Guanacaste i Alejuela) | DC: 4,2–5,3 cm DO: 9–10,5 cm DP: brak danych MC: około 5,4 g       | NE          |
| Xenoctenes     |         | Micronycteris hirsuta     | (W.C.H. Peters, 1869)                                | karłogacek kosmaty      | gatunek monotypowy | wschodni Honduras na południe do Ekwadoru, wschodniego Peru, północnej Boliwii oraz zachodniej i północnej Brazylii, najwyraźniej rozłączny w północno-wschodniej Brazylii, także Trynidad i Tobago (Trynidad); zakres wysokości: poniżej 1500 m n.p.m. | DC: 5,4–7,5 cm DO: 1,1–2 cm DP: 4,1–4,9 cm MC: 10,3–18,4 g         | LC          |
| Leuconycteris  |         | Micronycteris brosseti    | Simmons & Voss, 1998                                 | karłogacek amazoński    | gatunek monotypowy | północno-wschodnie Peru (region Loreto), Gujana i Gujana Francuska oraz możliwy zapis z południowo-wschodniej Brazylii (stan São Paulo); być może szerzej rozpowszechniony                                                                              | DC: 5,1–6,1 cm DO: 1–1,4 cm DP: 3,1–3,4 cm MC: 4,3–5 g             | DD          |
| Micronycteris  |         | Micronycteris giovanniae  | R.J. Baker & R.M. Fonseca, 2007                      | karłogacek ekwadorski   | gatunek monotypowy | endemit Ekwadoru: znany tylko z miejsca typowego w północnej części prowincji Esmeraldas | DC: około 5,5 cm DO: około 1,6 cm DP: około 3,7 cm MC: około 8,6 g | DD          |
| Micronycteris  |         | Micronycteris matses      | Simmons, Voss & Fleck, 2002                          | karłogacek samotny      | gatunek monotypowy | endemit Peru: znany z Nuevo San Juan i Sierra del Divisor (region Loreto); być może w całej Nizinie Amazonki; zakres wysokości: 150–170 m n.p.m. | DC: 5–5,5 cm DO: 1,3–1,7 cm DP: 3,7–3,9 cm MC: 8,6–14 g            | DD          |
| Micronycteris  |         | Micronycteris megalotis   | (J.E. Gray, 1842)                                    | karłogacek wielkouchy   | gatunek monotypowy | północna Ameryka Południowa na południe do południowo-wschodniego Peru, północnej Boliwii i południowo-wschodniej Brazylii, Małe Antyle (wyspy Margarita, Grenada, Trynidad i Tobago); zakres wysokości: do 3000 m n.p.m.                               | DC: 3,8–5,9 cm DO: 1–1,6 cm DP: 3,1–3,6 cm MC: 5,5–6,3 g           | LC          |
| Micronycteris  |         | Micronycteris microtis    | G.S. Miller, 1898                                    | karłogacek zwyczajny    | 2 podgatunki       | Meksyk (od stanów Jalisco i Tamaulipas) do Kolumbii, Wenezueli, regionu Gujana, wschodniej Bolwii i Brazylii, zapisy w północno-zachodniej Argentynie (prowincja Salta); zakres wysokości: 300–2600 m n.p.m.                                            | DC: 4,4–4,8 cm DO: 0,8–1,7 cm DP: 3–3,7 cm MC: 5,5–10 g            | LC          |
| Micronycteris  |         | Micronycteris buriri      | P.A. Larsen, Siles, S.C. Pedersen & Kwiecinski, 2011 | karłogacek wyspowy      | gatunek monotypowy | endemit Saint Vincent i Grenadyn: wyspa Saint Vincent; zakres wysokości: 0–645 m n.p.m. | DC: 6,6–7,2 cm DO: 1,2–1,8 cm DP: 3,6–3,9 cm MC: brak danych       | DD          |

Kategorie IUCN:  LC  – gatunek najmniejszej troski,  DD  – gatunki o nieokreślonym stopniu zagrożenia;  NE  – gatunki niepoddane jeszcze ocenie.